# Jaroslav Brož
Jaroslav Brož (Checoslovaquia, 8 de noviembre de 1950-14 de julio de 1975) es un atleta checoslovaco retirado especializado en la prueba de salto de longitud, en la que consiguió ser medallista de bronce europeo en pista cubierta en 1972.

## Carrera deportiva
En el Campeonato Europeo de Atletismo en Pista Cubierta de 1972 ganó la medalla de bronce en el salto de longitud, con un salto de 7.88 metros, tras los alemanes Max Klauss (oro con 8.02 metros) y Hans Baumgartner  (plata con 7.99 metros).